# Исаковка (Иркутская область)
Исаковка — деревня в Заларинском районе Иркутской области России. Входит в состав Бабагайского муниципального образования. Находится примерно в 50 км к юго-западу от районного центра.

## История
Деревня основана как переселенческий участок Исаковский в начале XX века. К 1911 году в ней было 11 дворов.
В деревне родился и проживал Герой Советского Союза В. И. Аверченко.

## Население
| 2002 | 2010 | 2011 | 2012 |
| ---- | ---- | ---- | ---- |
| 27   | ↘15  | →15  | →15  |

По данным Всероссийской переписи, в 2010 году в деревне проживало 15 человек (10 мужчин и 5 женщин).